# Кина под контролом комуниста (1927–1949)
Комунистичка партија Кине (КПК) је имала зоне утицаја унутар републиканске ере Кине од 1927. до 1949. током Кинеског грађанског рата, које се заједнички називају револуционарне базе. Такође су биле познате као Совјетска зона од 1927. до 1937. током прве етапе Кинеског грађанског рата, антијапанска база током Другог кинеско-јапанског рата и ослобођена зона током друге етапе Кинеског грађанског рата од 1946. до оснивања Народне Републике Кине 1949. године.
Постојало је шест совјетских области од 1927. до 1933. године: планине Јингганг, Централни Совјет у источном Ђангсију на граници Фуџијана, Совјет Ејуван, Хунан-Западни Хубеј и Хунан-Хубеј-Ђангси. Први совјет је био Хајлуфенг створен 1927. године. Централни совјет је био главна база КПК где је његов вођа Мао Цедунг издао директиву 1. септембра 1931. да Централни совјет масовно мобилише регион као базу. Како су се појавили проблеми око могућности контроле територија изван Централног Совјета, до 1933. је постигнут потпуни трансфер снага КПК у Централни Совјет. 1931. године, неповезана подручја под контролом КПК проглашена су Кинеском Совјетском Републиком.
Нешто одвојено од кинеских Совјета, постојао је просовјетски протекторат којим је владао Шенг Шицај након совјетске инвазије на Синђанг. Шенг је варирао између савезништва и непријатељства према кинеским комунистима на истоку.
Након интервенције Совјетског Савеза против Јапана у Другом светском рату 1945. године, снаге СССР-а су извршиле инвазију на јапанску сателитску државу Манџукуо. Мао Цедунг је у априлу и мају 1945. планирао да мобилише 150.000 до 250.000 војника из целе Кине да учествују са снагама Совјетског Савеза у заузимању Манџурије. Након завршетка рата, КПК је контролисала једну трећину територије Кине. Од 1945. до 1949. године, у кинеској комунистичкој револуцији, КПК је заузела сву кинеску територију осим Тајвана и фрагмената Фујиана, и успоставила Народну Републику Кину која постоји данас.

## Надлежност
Совјети КП Кине су ревидирали закон о браку на својој територији, издали законе за контролу активности контрареволуционара и успоставили правосудни систем совјетског типа. Правосудни систем су сматрали импресивним чак и противници комуниста, као што је генерал Чен Ченг, који је говорио о „мало случајева проневере и корупције“.

## Историјат
Дана 7. новембра 1931. године, на годишњицу бољшевичке Октобарске револуције 1917. године, уз помоћ Совјетског Савеза, одржана је Национална конференција совјетских народних делегата у Жујћину, провинција Ђангси, која је изабрана за национални главни град. Рођена је „Кинеска Совјетска Република“, иако је већина Кине још увек била под контролом националне владе Републике Кине. Тог дана су имали отворену церемонију за нову земљу, а Мао Цедунг и други комунисти су присуствовали војној паради. Пошто је имала своју банку, штампала свој новац и убирала порез преко свог пореског бироа, сматра се почетком две Кине.
Са Мао Цедунгом као шефом државе („председавајући Централног извршног комитета”) и шефом владе („председавајући Савета народних комесара”) постепено је проширио совјет Ђангси на од више од 30.000 квадратних километара и становништво које је бројало више од три милиона људи, покривајући знатне делове две провинције (са Тингџоуом у Фуџијену). Штавише, њена економија је напредовала боље од већине области које су биле под контролом кинеских господара рата. Поред милиције и гериле, само њена редовна кинеска Црвена армија је већ бројала више од 140.000 бораца до раних 1930-их, и биле су боље наоружане од већине армија кинеских војсковођа у то време. На пример, не само да је кинеска Црвена армија већ имала модерна комуникациона средства као што су телефони, телеграфи и радио уређаји који су већини кинеских војсковођа још увек недостајали, већ је већ редовно преносила бежичне поруке у шифрама и разбијала националистичке кодове. Само Чанг Кај Шекова војска могла је да парира овој огромној комунистичкој сили.
Националистичка влада, коју је предводио Чанг Кај Шек, осећала се угроженом од стране Совјетске републике и навела је друге кинеске ратне вође да натерају [Национална револуционарна армија[|Националну револуционарну армију]] да опседају Совјетску Републику у више наврата, покренувши оно што су Чанг и његови колеге националисти у то време називали кампањама опкољавања, док су комунисти су своје противнападе назвали „кампањама против опкољавања“. Прву, другу и трећу кампању опкољавања Чанг Кај Шека поразила је кинеска Црвена армија коју је предводио Мао. Међутим, након треће кампање против опкољавања, Мао је уклоњен са руководства и замењен кинеским комунистима који су се враћали из Совјетског Савеза, као што је Ванг Минг, а командом кинеске Црвене армије руководио је комитет од три члана у коме су били Ванг Мингови сарадници Ото Браун, војни саветник Коминтерне, Бо Гу и Џоу Енлај. Совјет Ђангси је тако започео свој неизбежни брзи пад под политиком екстремног левичарства и некомпетентне војне команде. Ново се руководство ипак није могло одмах ослободити Маовог утицаја који је преовладао током четврте кампање опкољавања, и тако је привремено спасило комунисте. Међутим, као резултат потпуне доминације коју је ново комунистичко руководство остварило након четврте кампање против опкољавања, Црвена армија је била скоро преполовљена, а већина опреме је изгубљена током Чангове пете кампање опкољавања, започете 1933. и коју су оркестрирали његови немачки саветници, а укључивало је систематско опкољавање совјетског региона Ђангси са утврђеним блок-хаусима. Ова метода се показала веома ефикасном. У настојању да разбије блокаду, Црвена армија је по наређењу трочланог комитета опседала тврђаве много пута, али је претрпела велике губитке са малим успехом, што је довело до тога да се Совјет Ђангси значајно смањио због катастрофалног губитка људства кинеске Црвене армије и материјалних губитака.
Дана 10. октобра 1934. године, трочлано комунистичко руководство комитета је званично издало наређење о општем повлачењу, а 16. октобра 1934. кинеска Црвена армија је започела оно што је касније познато као Дуги марш, потпуно напуштајући Совјет Ђангси. 17 дана након што су главне комунистичке снаге већ напустиле своју базу, националисти су коначно били свесни да је непријатељ побегао након што је стигао до празног града Жујћина 5. новембра 1934. године. Супротно уобичајеном погрешном веровању, првобитно одредиште била је Хе Лонгова комунистичка база у Хубеју, а коначно одредиште Јанан је одлучено тек много касније током Дугог марша, након успона Мао Цедунга. Да би се избегла паника, циљ је држан у тајности од већине људи, укључујући Мао Цедунга, а јавности је речено да ће само део кинеске Црвене армије бити ангажован у покретном рату како би поразио националистичке снаге, а самим тим и овај део армије била би преименована у „пољску војску“.
До јесени 1934. комунисти су се суочили са потпуним уништењем. Ова ситуација је већ убедила Мао Цедунга и његове присталице да верују да комунисти треба да напусте своје базе у совјетској републици Ђангси. Међутим, комунистичко руководство Ванг Минга је тврдоглаво одбијало да прихвати неизбежни неуспех и још увек је сањало о победи над победничким националистичким снагама. Трочлани комитет осмислио је план диверзија, а затим регруписа након привременог повлачења. Када је прегруписавање завршено, покренут ће се противнапад заједно са ранијим диверзантским снагама, терајући непријатеља из Совјета Ђангси.
Прве диверзије у повлачењу предузео је Фанг Џимин. Фанг Зхимин и његов заменик, Сјун Вејџоу, први су пробили куоминтанговске линије у јуну, а затим Сјао Ке у августу. Ови покрети су изненадили Куоминтанг, који је у то време био бројчано надмоћнији од комуниста и није очекивао напад на њихов утврђени периметар. Међутим, ствари нису испале онако како су се комунисти надали: Фанг Џиминове снаге су сломљене након свог почетног успеха, а када је Сјун Вејџоу убијен у акцији, скоро сваки командант ових снага је рањен и заробљен жив, укључујући самог Фанг Џимина, а све остале касније су погубили националисти. Једини изузетак је био Су Ју, који је успео да побегне. Сјао Ке није прошао ништа боље: иако су његове снаге у почетку успеле да се пробију, а затим стигле до Хе Лонгове комунистичке базе у Хубеју, али чак и са својим комбинованим снагама, нису били у стању да изазову далеко супериорнију националистичку силу која је опседала Совјет Ђангси, и нисун се вратили у ове крајеве све до успостављања Народне Републике Кине 15 година касније, 1949. године.